# Југослав Крајнов
Југослав Крајнов (Нови Сад, 11. април 1973) је српски  филмски и позоришни глумац. Глумачку академију завршио је у Новом Саду, у класи професора Бранка Плеше и Ане Цвијановић Јајчанин. Дипломирао је 1997. године.
Био је члан ансамбла драме Народног позоришта „Тоша Јовановић” у Зрењанину, а од 1999. године ангажован је у Српском народном позоришту у Новом Саду.
Остварио бројне улоге у позоришту.

## Позориште
- Клаудио, Вилијам Шекспир:"Мера за меру“, режија Дејан Мијач;
- Оњегин, Александар Пушкин:"Евгеније Оњегин“, режија Бранко Плеша;
- Радица, Угљеша Шајтинац:"Право на руса“, режија Оливера Ђорђевић;
- глумац, Коста Трифковић:"Све је добро кад се добро сврши“, режија Мирослав Бенка;
- Мајк, Едвард Бонд:"Спасени“, режија Б. Поповић;
- наратор, Волте:"Играмо се Кандида“, режија Д. Пенчић-Пољански;
- др Милош Ока, инжењер, Ђорђе Лебовић:"Раванград“, режија Дејан Мијач;
- бег Пинторовић, Љубомир Симовић:"Хасанагиница“, режија Љубослав Мајера;
- др Пуба Фабрициј Глембај, Мирослав Крлежа:"Господа Глембајеви“, режија Егон Савин;
- Лисандар, Вилијам Шекспир:"Сан летње ноћи“, режија Кокан Младеновић;
- Илија, Иван Гончаров:"Тужна комедија“, режија Егон Савин;
- Маро Маројев, Марин Држић:"Дундо Мароје“, режија Радослав Миленковић;
- Јован, тужни калуђер, Милена Марковић:"Наход Симеон“, режија Томи Јанежич;
- Павле Александрович Мозгљаков, Фјодор Михајлович Достојевски:"Ујкин сан“, режија Егон Савин;
- орган власти добар, Маја Пелевић:"Ја или неко други“, режија Кокан Младеновић;

## Филмографија
| Год.   | Назив                              | Улога         |
| ------ | ---------------------------------- | ------------- |
| 2000-е |                                    |               |
| 2007.  | Мера за меру                       | Клаудио       |
| 2008.  | Бледи месец                        | адвокат       |
| 2009.  | Јесен стиже, Дуњо моја (ТВ серија) | адвокат       |
| 2010-е |                                    |               |
| 2010.  | Сва та равница                     | Берт          |
| 2012.  | Побуњеник                          | Митар         |
| 2012.  | Фолк (ТВ серија)                   | шеф рецепције |
| 2020-е |                                    |               |
| 2023.  | Сеновити Медитеран                 |               |
| 2023.  | Пенал и сексуални живот Ане Ђ.     |               |

## Награде и признања
- награда "Предраг Пеђа Томановић" за најбољег дипломираног студента глуме 1998. године
- награда за улогу Кандида на Републичком фестивалу
- награда на фестивалу глумаца 2000. године
- награда града Зрењанина за улогу Скарпена и Кандида
- награда за најбоље глумачко остварење за улогу Оњегина у представи „Евгеније Оњегин“, 2001. године